# Oceano Indiano
L'Oceano Indiano è un oceano della Terra, il meno esteso sia per superficie che per volume tra i tre oceani del pianeta. La sua importanza come rotta di transito tra Asia, Africa e Europa l'ha reso sede di numerosi conflitti e, a causa della sua grandezza, nessuna singola nazione l'ha dominato fino all'inizio del XVIII secolo, quando la Gran Bretagna riuscì a controllare per diverso tempo gran parte delle terre che lo circondano.

## Descrizione
L'Oceano Indiano occupa circa il 20% della superficie terrestre coperta da oceani e il suo volume è stimato in 292131000 km³. È situato completamente nell'emisfero orientale ed è delimitato a nord dall'Asia meridionale, a nord-ovest dalla Penisola arabica, ad ovest dall'Africa, a sud-ovest dall'Oceano Atlantico, a nord-est dall'Indocina, ad est dall'Arcipelago malese e dall'Australia, a sud-est dall'Oceano Pacifico, a sud dall'Oceano Antartico, se lo si considera esistente, altrimenti dall'Antartide.
Comprende i seguenti mari: Mar Rosso, Golfo Persico, Mar Arabico, Golfo del Bengala, Mar delle Andamane, Golfo di Aden, Golfo di Oman, Canale del Mozambico, Stretto di Malacca. Molte isole punteggiano i 66526 km di coste dell'Oceano Indiano e alcune di esse sono stati indipendenti: il Madagascar (la quarta isola più grande del mondo), le Comore, le Seychelles, le Maldive, le isole Mascarene, lo Sri Lanka, mentre le Andamane e le Nicobare appartengono all'India. L'Indonesia si trova al suo confine col Pacifico, ma appartiene a quest'ultimo.

### Geologia

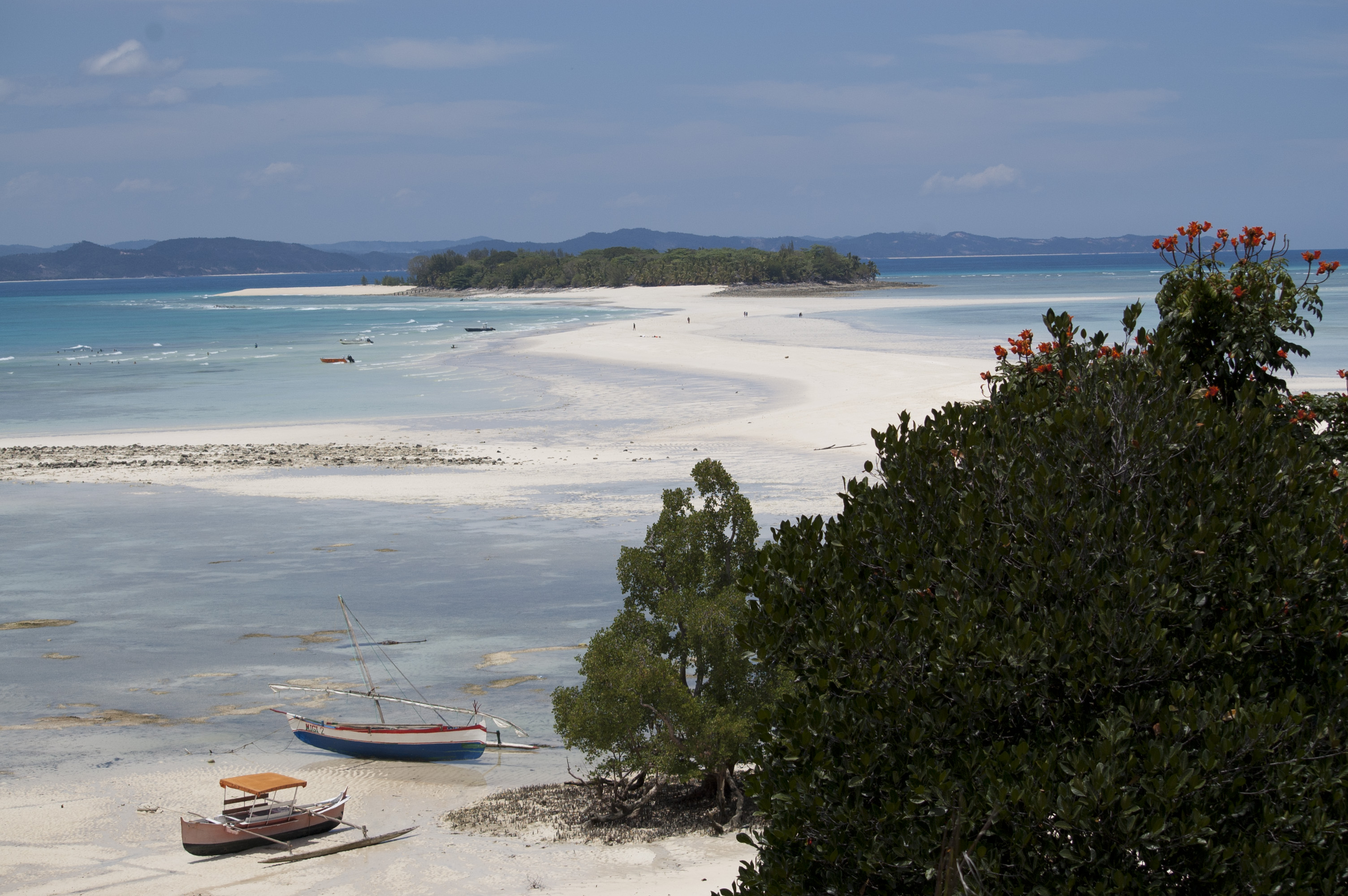
Madagascar (Nosy Iranja)

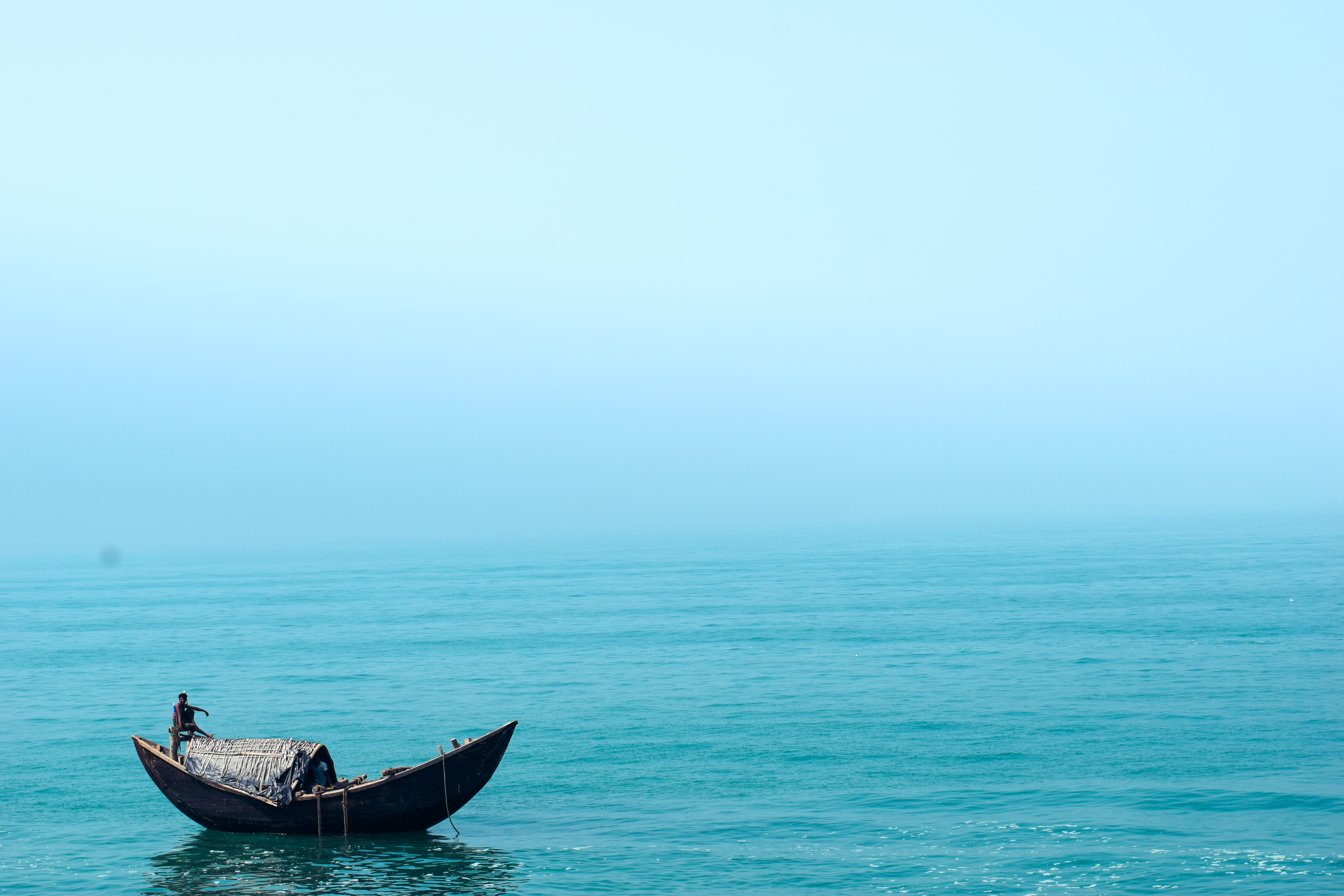
Golfo del Bengala

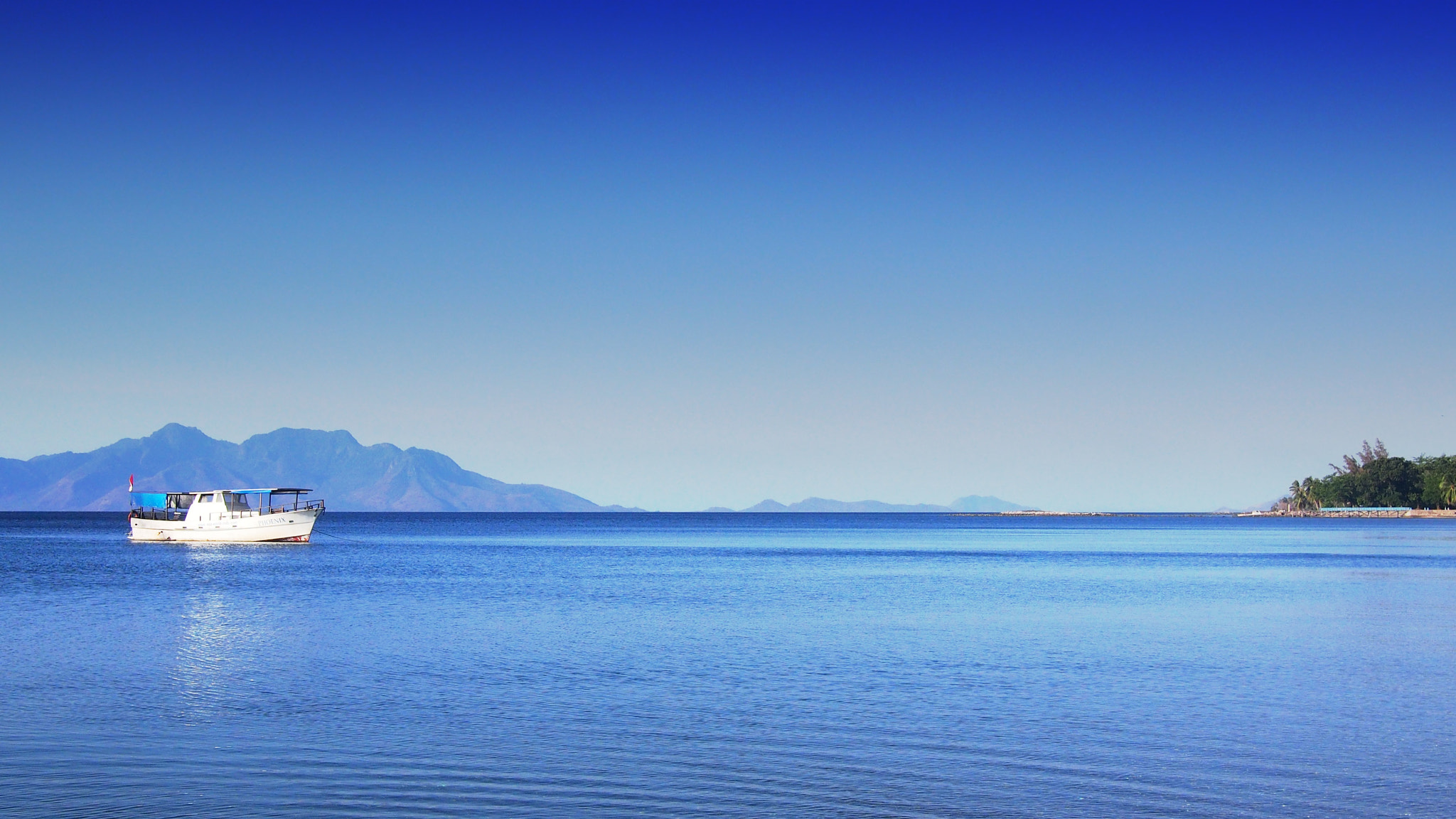
Indonesia

Le placche crostali africana, indiana e antartica convergono nell'Oceano Indiano. Le loro linee di giuntura sono marcate dalle tre dorsali oceaniche chiamate dorsale indiana sudoccidentale, dorsale indiana sudorientale e dorsale medio-indiana che formano una Y invertita, con il gambo che si origina dalla piattaforma continentale al largo di Mumbai, India. I tre bacini orientale, occidentale e meridionale che vengono formati in questo modo sono divisi ulteriormente da dorsali più piccole. Le piattaforme continentali sono strette, con una larghezza media di soli 200 km; l'eccezione è la costa ovest dell'Australia, la cui piattaforma si estende per più di 1000 km
La profondità media dell'oceano è di 3890 m. Il suo punto più basso, la Fossa di Giava, raggiunge i 7 450 m. A nord della latitudine 50° sud, l'86% del bacino principale è coperto da sedimenti pelagici. Il rimanente 14% è coperto da sedimenti terrigeni, costituiti principalmente dalle due enormi conoidi torbiditiche dell'Indo, a ovest, e del Gange-Brahmaputra, a est del subcontinente indiano. Le latitudini più a sud sono dominate da sedimenti originati dai ghiacciai dell'Antartide.

### Idrologia
Tra i pochi grandi fiumi che sboccano nell'Oceano Indiano ci sono lo Zambesi, lo Shatt al-'Arab, l'Indo, il Gange, il Brahmaputra e l'Irrawaddy. Le correnti oceaniche sono controllate principalmente dai monsoni. Due grandi correnti circolari, una nell'emisfero nord circolante in senso orario (la Corrente del Monsone indiano) e una nell'emisfero sud circolante in senso antiorario, dominano il flusso. Durante il monsone d'inverno, però, le correnti del nord sono rovesciate. Le correnti profonde sono controllate principalmente dai flussi in entrata dall'Atlantico, dal Mar Rosso, e dalle correnti antartiche.
A nord della latitudine 20° sud la temperatura superficiale minima è di 22 °C, che sale fino a 28 °C verso est. Sotto i 40° di latitudine sud, le temperature calano rapidamente. La salinità dell'acqua superficiale varia da 32 a 37 parti per mille, con i valori più alti che si trovano nel Mar Arabico e in una cintura tra l'Africa meridionale e l'Australia. Sotto i 65° di latitudine sud, si possono trovare ghiacci sotto forma di pack e iceberg durante tutto l'anno. Il limite degli iceberg è la latitudine 45° sud.

### Clima
Il clima a nord dell'equatore è influenzato da un sistema di venti monsonici. Forti venti da nordest soffiano da ottobre ad aprile. Da maggio ad ottobre prevalgono venti da sudovest. Nel Mar Arabico, i violenti monsoni portano pioggia al subcontinente indiano. Nell'emisfero sud i venti sono generalmente più calmi, ma le tempeste estive nei dintorni di Mauritius possono essere forti. Quando i venti monsonici cambiano, a volte si formano dei cicloni che colpiscono le coste del Mare Arabico e del Golfo del Bengala.

## Ambiente
Numerose specie marine in pericolo vivono nell'Oceano Indiano, tra cui i dugonghi, le tartarughe e le balene. Il Mare Arabico, il Golfo Persico e il Mar Rosso soffrono di un inquinamento da residui petroliferi.

### Biodiversità
Nell'Oceano Indiano vivono oltre cinquemila specie ittiche.

## Storia

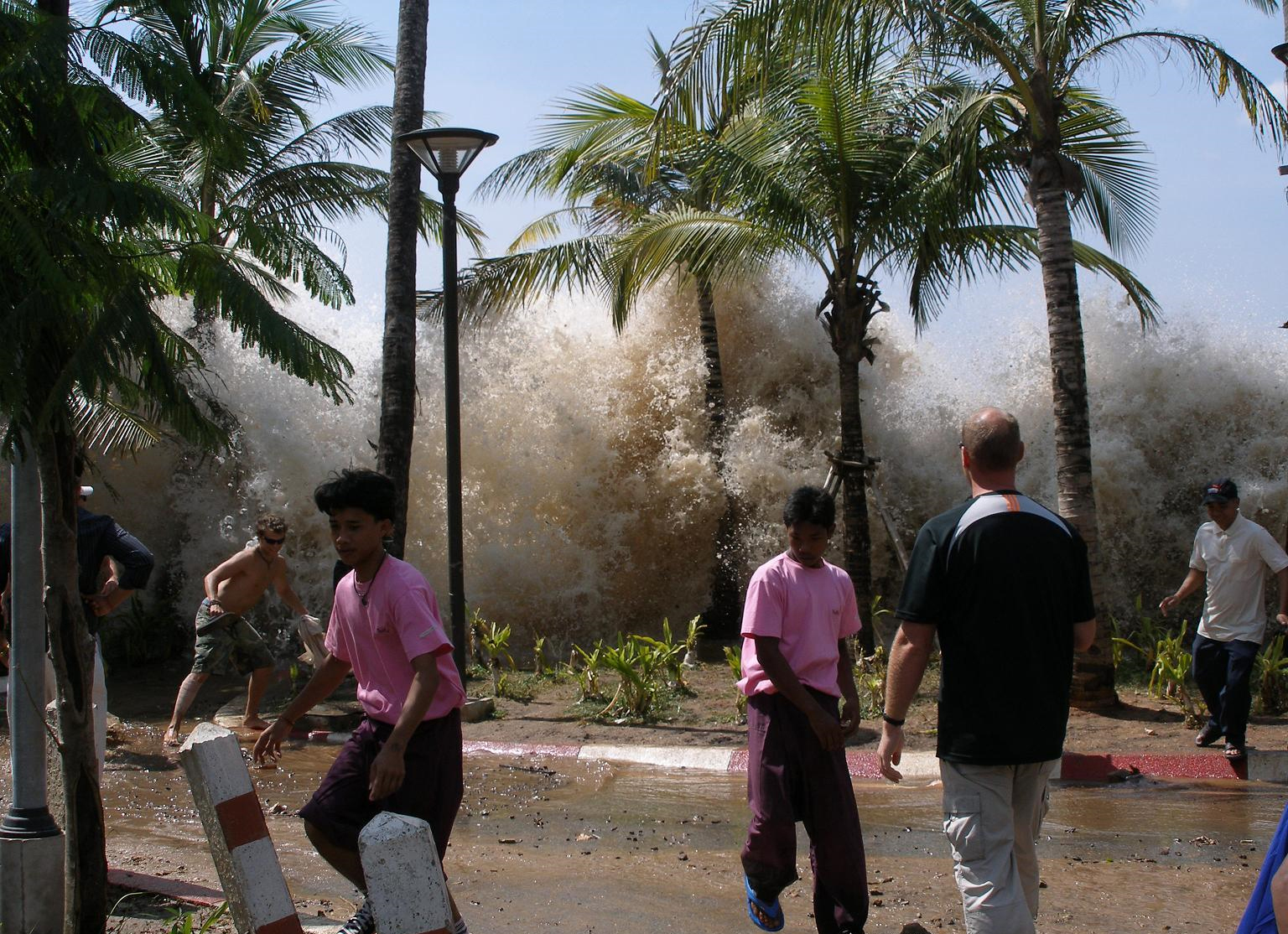
Maremoto dell'Oceano Indiano del 2004

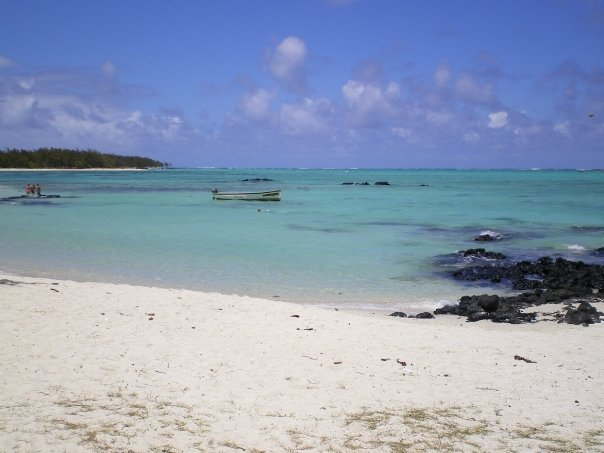
Mauritius

Vicino all'Oceano Indiano si sono sviluppate le più antiche civiltà conosciute, nelle valli del Nilo, del Tigri e dell'Eufrate, nella valle dell'Indo e nell'Asia sudorientale. Durante la prima dinastia dell'Egitto (circa 3000 a.C.), una spedizione venne mandata a Punt, che si pensa facesse parte della Somalia odierna. Le navi portarono indietro oro e schiavi. Greci e Fenici frequentarono il Mar Rosso a partire dal VII secolo a.C. al soldo degli Egiziani, e probabilmente superarono lo stretto di Bāb el-Mandeb, raggiungendo l'attuale Somalia. I Greci chiamavano l'Oceano Indiano mare Eritreo. I Romani commerciavano con i porti dell'oceano: l'anonimo autore del periplo del Mare Eritreo descrive porti, merci e rotte lungo le coste dell'Africa e dell'India attorno alla metà del I secolo d.C.
Probabilmente durante il I millennio d.C., gruppi di persone parlanti lingue austronesiane, simili al malese, attraversarono l'Oceano Indiano e si insediarono nel Madagascar. Marco Polo (circa 1254-1324) fece ritorno dall'Estremo Oriente passando attraverso lo Stretto di Malacca. Le spedizioni cinesi raggiunsero l'Africa nel XV secolo, ma i commercianti arabi dominavano le rotte dell'Oceano Indiano prima che Vasco da Gama doppiasse il Capo di Buona Speranza nel 1497 e arrivasse all'India, il primo europeo a seguire questa rotta. Dopo questa impresa, il Portogallo cercò di dominare la regione, ma dovette cedere agli olandesi all'inizio del XVII secolo. Cento anni dopo, sia la Francia che l'Inghilterra cercarono di assicurarsi il controllo dell'oceano, ma solo gli inglesi ci riuscirono.
L'apertura del Canale di Suez nel 1869 ravvivò l'interesse europeo per l'Oriente, ma nessuna nazione riuscì a dominare le altre nel commercio. Dopo la seconda guerra mondiale, la Gran Bretagna si è ritirata dall'Oceano Indiano, ma è stata solo parzialmente rimpiazzata dall'India, dall'Unione Sovietica e dagli Stati Uniti. A definizione dell'importanza dell'oceano alcune nazioni vi hanno stabilito basi navali.
Il 26 dicembre 2004 l'Oceano Indiano è stato teatro di uno dei disastri naturali più catastrofici della storia mondiale: un terremoto di magnitudo 9.1 produsse un tremendo tsunami che devastò le coste di molti stati indo-asiatici, di cui i più colpiti furono: Indonesia, Thailandia, Sri Lanka, India e Somalia. Si stimarono almeno 230.000 morti, almeno 500.000 feriti, 22.000 dispersi e circa 3 milioni di sfollati.

## Economia

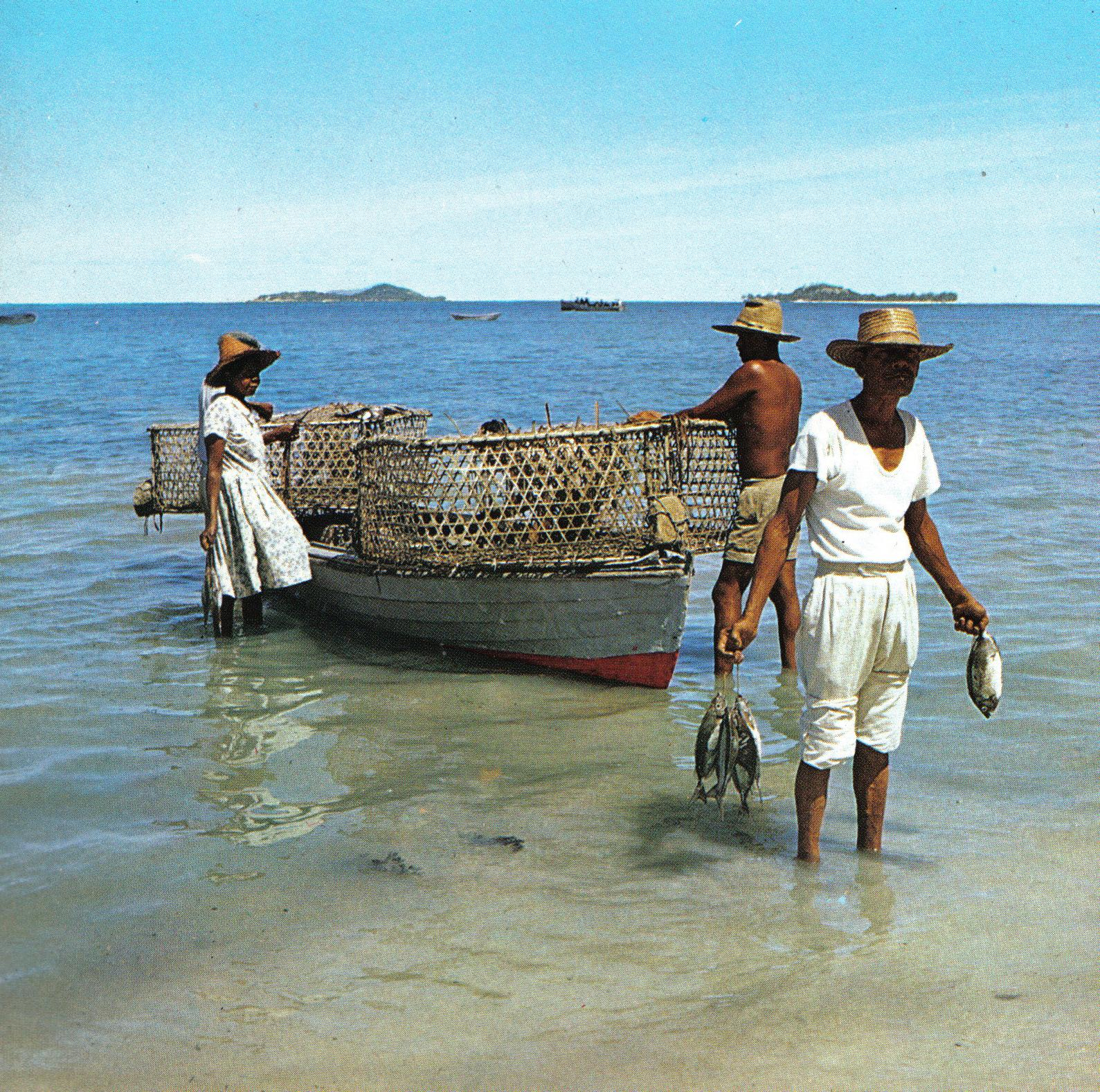
Seychelles

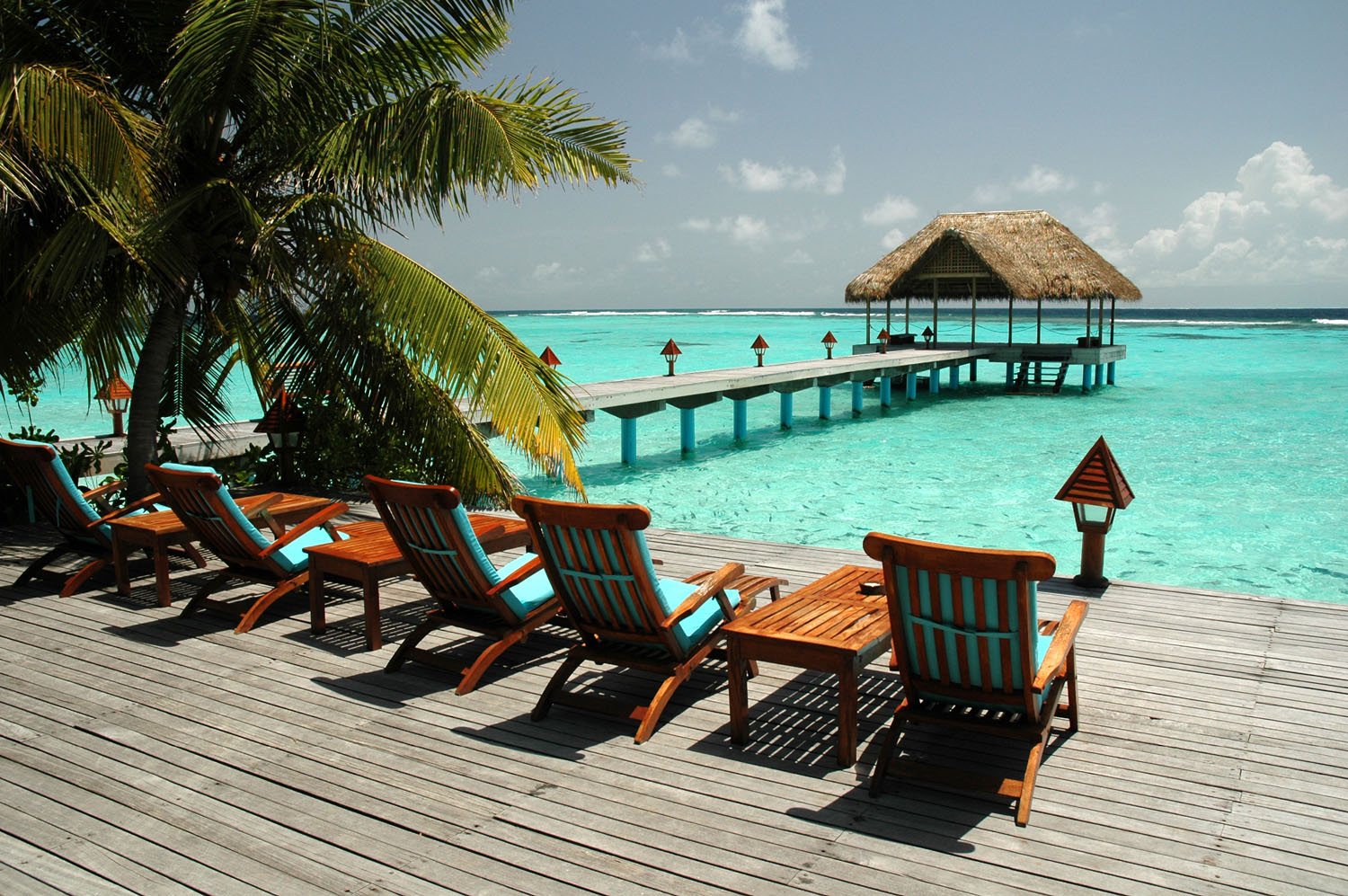
Maldive

L'alta temperatura dell'Oceano Indiano tiene bassa la produzione di fitoplancton, eccetto che nelle zone più a nord o molto a Sud.
Essendo il plancton la base della catena alimentare marina, la sua scarsità in zone equatoriali impedisce alla vita oceanica di prosperare come avviene in altri distretti. La pesca è limitata a livelli di sussistenza nei paesi a limitato sviluppo, ma flotte dell'India, Indonesia, Russia, del Giappone, della Corea del Sud e di Taiwan battono comunque l'oceano. La funzione principale dell'Oceano è stata quella di ospitare rotte commerciali. Gli europei, seguendo le rotte di antichi esploratori, attraversavano le sue acque per raggiungere l'Oriente, e riportavano seta, tè e spezie.
Grosse riserve di idrocarburi sono state individuate ed estratte al largo dell'Arabia Saudita, Iran, India, ed Australia occidentale. Circa il 40% della produzione mondiale di petrolio offshore proviene dall'Oceano Indiano. Spiagge sabbiose ricche di minerali pesanti e giacimenti offshore sono attivamente sfruttate dai paesi costieri, in particolare India, Sudafrica, Indonesia, Sri Lanka e Thailandia.
L'Oceano Indiano ospita inoltre le maggiori rotte per il trasporto di petrolio, dall'Asia sudorientale verso le nazioni occidentali. Il petrolio è il minerale più significativo, ed è estratto principalmente al largo dell'Arabia Saudita, dell'Iran, dell'India, e dell'Australia occidentale. 

### Porti principali
Calcutta (India), Chennai (Madras; India), Colombo (Sri Lanka), Durban (Sudafrica), Giacarta (Indonesia), Bangkok (Thailandia), Singapore, Fremantle (Australia), Mumbai (Bombay; India), Richards Bay (Sudafrica).